# Cantó de La Ravoire
El cantó de La Ravoire és un cantó francès del departament de la Savoia, situat al districte de Chambéry. Té 5 municipis i el cap és La Ravoire.

## Municipis
- Barberaz
- Challes-les-Eaux
- La Ravoire
- Saint-Baldoph
- Saint-Jeoire-Prieuré

## Història
| Data d'elecció                           | Identitat         | Partit            | Qualitat                                                                                |
| ---------------------------------------- | ----------------- | ----------------- | --------------------------------------------------------------------------------------- |
| 1973-1998                                | Jean Blanc        | CDP després UDF   | Senador (1968-1995) Alcalde de La Ravoire (1953-2001) Vicepresident del Consell General |
| 1998-2010                                | Patrick Mignola   | UDF després MoDem | Alcalde de La Ravoire des de 2001                                                       |
| 2010-2011                                | Jean-Marc Léoutre | DVD               | Alcalde de Saint-Jeoire-Prieuré                                                         |
| 2011- en curs                            | Robert Gardette   | PS                | Conseller municipal de La Ravoire                                                       |
| les dades anteriors no són pas conegudes |                   |                   |                                                                                         |
|                                          |                   |                   |                                                                                         |

## Demografia
| 1882                                            | 1926 | 1962 | 1968 | 1975 | 1982   | 1990   | 1999   | 2008   |
| ?                                               | ?    | ?    | ?    | ?    | 15.032 | 16.683 | 18.843 | 20.939 |
| ----------------------------------------------- | ---- | ---- | ---- | ---- | ------ | ------ | ------ | ------ |
| A partir de 1990: Població sense dobles comptes |      |      |      |      |        |        |        |        |